# Lorengau
Lorengau is een plaats in Papoea-Nieuw-Guinea en is de hoofdplaats van de provincie en het eiland Manus.
Lorengau telde in 2000 bij de volkstelling 5829 inwoners.